# ガラスの鍵
『ガラスの鍵』（がらすのかぎ、The Glass Key）は、ダシール・ハメット作の1931年の探偵小説、ハードボイルド小説。

## 概要
町の実力者の片腕、賭博師ネド・ボーモン（ネッド・ボーモント）の、男の義理と友情、命を賭けた駆け引きと、殺人事件の真相探求を描いたハードボイルド探偵小説。ハメットの長編ハードボイルド探偵小説としては、『血の収穫』、『マルタの鷹』に次いで3作目、かつ最後の作品である。ハメット自身がもっとも愛した作品といわれている。『マルタの鷹』同様、登場人物の内面を小説の地の文でも何も説明しない文体（ハードボイルド文体）で書かれている。
本作の探偵役は主人公のネド・ボーモンだが、彼は他のハメットの創造したサム・スペードやコンチネンタル・オプのように探偵業者ではなく、ボーモンが出てくるのは本作のみである。
アメリカで1935年と1942年の2度映画化されている。
北欧5か国の推理小説を対象とした賞に、本作の名を冠した『ガラスの鍵賞』があり、1992年より実施されている。

## 主要登場人物
ネド・ボーモン
賭博師。本作の探偵役。町の実力者マドヴィグの片腕で、終始マドヴィグのために尽くす。駆け引きに長けている。
ポール・マドヴィグ
マフィア的な町の実力者。上院議員ヘンリーの娘ジャネットを愛しており、ヘンリーを支持している。良くも悪くも男臭い。
ヘンリー上院議員
再選を目指す上院議員。テイラーとジャネットの父。
テイラー・ヘンリー
ヘンリー上院議員の息子。何者かに町で殴り殺されたのをボーモンに発見される。
ジャネット・ヘンリー
ヘンリー上院議員の娘。テイラーの妹。言い寄ってくるマドヴィグを嫌い、ボーモンを愛している。
オパール・マドヴィグ
マドヴィグの娘だが、ヤクザな父親を嫌っている。テイラーを愛していた。
オロリー
マドヴィグと争うもうひとりの町の実力者。キザなやさ男。
マシューズ
地元オブザーバ紙の編集長。
バーニー
テイラー殺しの嫌疑をかけられた賭博師。ボーモンに博打の金を支払わず逃亡した。
ジェフ
ボーモンを監禁してリンチしたオロリーの用心棒。

## あらすじ
町のマフィア的実力者マドヴィグの片腕である賭博師ネド・ボーモンは、マドヴィグが支援している上院議員ヘンリーの息子テイラーが通りで殺されているのを偶然発見する。ボーモンはマドヴィグに頼まれて、犯人探しを始める。しかしボーモンは、次の選挙を前にして抗争しているもうひとりの実力者オロリーに対するマドヴィグの容赦のないやり方に腹を立ててマドヴィグの元を去ってしまう。そんなボーモンを今度はオロリーが仲間にしようとするが、ボーモンが突っぱねたので、ボーモンは監禁されリンチにあう。やっとのことで抜け出したボーモンをマドヴィグが見舞い、二人は仲直りする。
そんなとき「テイラーを殺したのはマドヴィグ」という匿名の手紙が事件の関係者たちに送られてくる。殺されたテイラーに惚れていたマドヴィグの娘オパールも父が犯人だと言い、地元の新聞オブザーバ紙もそのような社説を書く。ボーモンがオブザーバ紙の編集長マシューズの家を尋ねると、マシューズ夫妻、オパール、オロリーとその用心棒が、マドヴィグを犯人と決定づける暴露記事を出す相談をしているところであった。ボーモンはそこから脱出してその記事が出るのを差し押さえろとマドヴィグに電話をする。
しかし匿名の手紙を出したのは、ヘンリーの娘ジャネットであることが判明する。ジャネットによれば、嫌いなマドヴィグに無理にキスをされ、それを知った兄テイラーがマドヴィグを追いかけて口論になり、そこでマドヴィグに殺されたのだと言う。それをボーモンから伝え聞いたマドヴィグは自分が犯人だというが、ジャネットがボーモンまでを裏切らせようとしたことを知って、嫉妬のためボーモンをお払い箱にする。
ボーモンは、オロリーにお払い箱にされた用心棒をそそのかしオロリーを殺させる。さらに検事にマドヴィグがテイラーを殺したと伝え、ヘンリーとジャネットにマドヴィグが逮捕されそうだと告げる。突如外出しようとしたヘンリーに、テイラーを殺したのはあなただとボーモンは言う。ヘンリーは再選のためマドヴィグが必要だった。それでマドヴィグに突っかかった息子を殴り殺してしまったのだ。ヘンリーは逮捕され、町を去るボーモンにジャネットはついていく。マドヴィグが「幸せに」と言って出ていったドアをボーモンはずっと見続けていた。

## 日本語訳書
- ガラスの鍵（砧一郎訳、ハヤカワ・ポケット・ミステリ、1954年）
- ガラスの鍵（大久保康雄訳、創元推理文庫、1960年）
- ガラスの鍵（小鷹信光訳、ハヤカワ・ミステリ文庫、1993年）
- ガラスの鍵（池田真紀子訳、光文社古典新訳文庫、2010年）